# Brachyptera ankara
Brachyptera ankara är en bäcksländeart som beskrevs av Kazanci 2000. Brachyptera ankara ingår i släktet Brachyptera och familjen vingbandbäcksländor. Inga underarter finns listade i Catalogue of Life.